# حملات ایران به پایگاه هوایی العدید
در ۲ تیر ۱۴۰۴، ایران به پایگاه هوایی العدید قطر به عنوان یک پایگاه ایالات متحده آمریکا در واقع در قطر حمله کرد. این حمله در بحبوحه جنگ ایران و اسرائیل و در پاسخ به حملات ایالات متحده آمریکا به سایت‌های هسته‌ای ایران، موسوم به عملیات چکش نیمه شب، انجام شد. این حمله پس از اطلاع قبلی به دولت ایالات متحده آمریکا ، دونالد ترامپ و دولت قطر و پس از بسته شدن حریم هوایی قطر صورت گرفت.امارات متحده عربی، بحرین، کویت و عراق نیز حریم هوایی خود را بستند. این عملیات که با نام عملیات بشارت فتح شناخته شد، دومین حمله ایران به پایگاه‌های نظامی آمریکا پس از عملیات شهید سلیمانی در سال ۲۰۲۰ بود.۱

## حملات
حدود ساعت ۱۷:۴۴ به وقت قطر، ایران حمله موشکی خود را به پایگاه هوایی العدید، آغاز کرد. صدای انفجارهایی در دوحه، قطر، شنیده شد و ویدئوهای منتشرشده در شبکه‌های اجتماعی نشان‌دهنده عبور موشک‌ها از آسمان بود.  نیروهای مسلح قطر اعلام کرد شد که حملات را با «موفقیت» رهگیری کرده و افزود که این حمله هیچ تلفاتی یا جراحاتی نداشته است. همچنین پنتاگون در تاریخ ۱۱ ژوئیه اعلام کرد که در اثر اصابت یک موشک به پایگاه، یک ماهواره قدیمی ارتباطی نیروهای سنتکام آسیب دیده است.
پس از حملات موشکی، سپاه پاسداران بیانیه‌ای صادر کرد که انگیزه‌های نمایشی و ایدئولوژیک پشت این حمله را ، با نام رمز «بشارت فتح»، تشریح شده بود. مقامات ارشد نظامی ایران این حملات را تلافی مستقیم آنچه «تجاوز نظامی» آمریکا علیه برنامه «صلح‌آمیز» هسته‌ای ایران خواندند، توصیف کردند. به گفته شورای عالی امنیت ملی جمهوری اسلامی، تعداد موشک‌های شلیک‌شده برابر با تعداد جی‌بی‌یو-۵۷ای/بی ماپ  پرتاب‌شده بر تأسیسات هسته‌ای ایران بود.

## خسارات
پس از حمله موشکی ایران به پایگاه هوایی العدید، تصاویر ماهواره‌ای از Planet Labs آسیب قابل توجهی به یک عدد گنبد رادار سفید را نشان داد. سخنگوی پنتاگون نیز تأیید کرد که موشک به رادار برخورد کرده است. گنبد ژئودزیک شامل تجهیزاتی است که توسط آمریکایی‌ها برای ارتباطات امن استفاده می‌شود.
آسوشیتدپرس گزارش داده که تصاویر ماهواره‌ای نشان‌دهنده اصابت موشک ایرانی به یک گنبد راداری در پایگاه العدید است، هرچند بخش عمده پایگاه سالم مانده است.

## واکنش‌ها

### ایران
پس از حملات، سپاه پاسداران انقلاب اسلامی ایران بیانیه‌ای صادر کرد و هشدار داد که هرگونه تجاوز بیشتر از سوی آمریکا منجر به «فروپاشی» حضور نظامی این کشور در منطقه خواهد شد. این بیانیه پایگاه‌های آمریکا در منطقه را «نقطه ضعف بزرگ و چشم اسفندیار این رژیم جنگ‌افروز» توصیف کرد.
ایران اعلام کرد که این حمله «اقدامی برای دفاع از خود بوده و هیچ ارتباطی با همسایه دوست ما، قطر، ندارد، زیرا ما از روابط عالی و عمیقی برخورداریم.» سپاه پاسداران در بیانیه‌ای اعلام کرد که… شش موشک به پایگاه هوایی العدید اصابت کرد؛ در همین حال، سپاه پاسداران این عملیات را مخرب و قدرتمند توصیف کرد.

### آمریکا
کاخ سفید حملات موشکی را تأیید کرد و اعلام نمود که مقامات آمریکایی وضعیت را از نزدیک رصد می‌کنند. رئیس‌جمهور دونالد ترامپ جلسه‌ای با تیم امنیت ملی خود برای بررسی تحولات برگزار کرد. در پی این حملات، مقامات آمریکایی تجهیزات نظامی را در حالت آماده‌باش کامل قرار دادند و آمادگی خود را برای پاسخگویی در صورت وخامت بیشتر اوضاع ابراز کردند.
دونالد ترامپ، رئیس‌جمهور آمریکا، از ایران به خاطر اطلاع‌رسانی زودهنگام به آمریکا در مورد این حملات تشکر کرد. او همچنین از ایران خواست تا از این فرصت برای «پیشبرد صلح و هماهنگی در منطقه» استفاده کند. پنج ساعت پس از حملات، ترامپ اظهار داشت که ایران و اسرائیل بر سر پیشنهاد آتش‌بس به توافق رسیده‌اند و ایران در نیمه‌شب ۲۴ ژوئن به خصومت‌ها پایان خواهد داد و اسرائیل نیز ۱۲ ساعت بعد آتش‌بس را اعلام خواهد کرد. به گزارش رویترز، یک «مقام ارشد ایرانی» با اشاره به اینکه این پیشنهاد توسط ایالات متحده و با میانجیگری قطر ارائه شده است، پاسخ مثبت داد.

### قطر
قطر حمله ایران به پایگاه هوایی العدید در خاک خود را به شدت محکوم کرد و اعلام نمود که سامانه‌های دفاع هوایی این کشور «با موفقیت حمله را خنثی کرده و موشک‌های ایرانی را رهگیری کردند.» قطر همچنین اظهار داشت که حق خود را برای «پاسخ مستقیم و متناسب با ماهیت و مقیاس این تجاوز آشکار» محفوظ می‌دارد.

## تحلیل
گزارشی از سوی مؤسسه مطالعات جنگ حاکی از آن است که ایران حملات را برای به حداقل رساندن تنش‌ها برنامه‌ریزی کرده بود، و تا حدودی با اطلاع قبلی به العدید، این کار را انجام داده بود.
دنی سیترینوویچ، پژوهشگر ارشد موسسه مطالعات امنیت ملی، معتقد است: «حمله موشکی ایران به پایگاه العدید، رویدادی بی‌سابقه است که نشان می‌دهد ایران از تسلیم شدن و پذیرش دیکته‌ها و تحمیل‌های ایالات متحده فاصله زیادی دارد.»